# Las Joyas, Veracruz
Las Joyas är en ort i Mexiko.   Den ligger i kommunen Uxpanapa och delstaten Veracruz, i den sydöstra delen av landet, 600 km öster om huvudstaden Mexico City. Las Joyas ligger 258 meter över havet och antalet invånare är 208.
Terrängen runt Las Joyas är kuperad åt sydväst, men åt nordost är den platt.  Trakten runt Las Joyas är nära nog obefolkad, med mindre än två invånare per kvadratkilometer. Närmaste större samhälle är Poblado 10, 18,6 km väster om Las Joyas. I omgivningarna runt Las Joyas växer i huvudsak städsegrön lövskog.